# Jheovana Sebastião
Jheovana Emanuele Sebastião (Américo Brasiliense, 10 de janeiro de 2001) é uma voleibolista indoor brasileira, atuante na posição de central ou oposto. Com marca de alcance de 300 cm no ataque e 290 cm no bloqueio, sagrou-se medalhista de ouro no Campeonato Sul-Americano Juvenil de 2018, no Peru, e nos Jogos Pan-Americanos Júnior de 2021, na Colômbia.

## Carreira
Ela é filha de Juciana Aparecida Sebastião e no início integrava as categorias de base da União Recreativa Sacramento desde 2014 até 2016, quando cursava o primeiro ano do ensino médio na Escola Coronel, já atuava com central ou oposto, se transferiu para o Voleibol Nova Trento em 2017 a 2018, na temporada 2017-18 esteve atuando pela AABB/Araxá. Em 2018, atuou pelo Lavras Vôlei
foi convocada para as categorias de base da seleção, e disputou o Campeonato Sul-Americano Sub-20 em Lima, conquistando a medalha de ouro e sendo a melhor oposta da competição.
A partir de 2019, integra as categorias de base do Barueri, logo chegou ao elenco profissional do clube.Em 2023, quebrou o recorde de pontos numa partida válida pela Superliga Brasileira A, 41 pontos, superando o recorde dividido entre Tifanny Abreu e Tandara Caixeta de 39 pontos.
Em 2021 foi convocada para seleção brasileira, categoria Sub-23, para disputa dos Jogos Pan-Americanos Júnior de 2021 em Cáli e conquistou de forma invicta a medalha de ouro.

## Premiações individuais
- Melhor oposto do Campeonato Sul-Americano Sub-20 de 2018
- Atleta Revelação da Superliga Brasileira 2024–25 - Série A
- Melhor sacadora da Superliga Brasileira 2024–25 - Série A